# Lisa García Bedolla

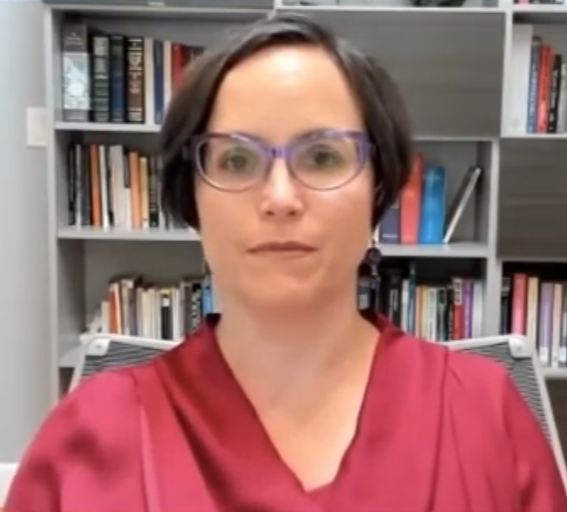
Lisa García Bedolla, 2020

Lisa García Bedolla (* 3. Dezember 1969) ist eine US-amerikanische Politikwissenschaftlerin und Professorin für Erziehungswissenschaft an der University of California, Berkeley. Sie erforscht die Ursachen bildungspolitischer Ungleichheiten in den USA und betreibt zudem Lateinamerika-Studien sowie Gender Studies.
García Bedolla machte 1992 das Bachelor-Examen an der University of California, Berkeley und erreichte den Master-Abschluss in Politikwissenschaft 1993 an der Yale University, dort wurde sie 1999 zur Ph.D. promoviert. Danach war sie bis 2001 Assistant Professor an der California State University, Long Beach und bis 2006 ebenfalls Assistant Professor und dann bis 2008 Associate Professor an der University of California, Irvine. Danach wechselte sie an die University of California, Berkeley, erst als Associate Professor und seit 2010 als Full Professor.

## Schriften (Auswahl)
- Mit  Christian Hosam: Latino politics. 3. Auflage, Polity Press, Cambridge (UK)/Melford (MA) 2021, ISBN 978-1-50953-773-0.
- Mit Taylor N. Carlson und Marisa Abrajano: Talking politics. Political discussion networks and the new American electorate. Oxford University Press, New York 2020, ISBN 978-0-19008-212-3.
- Mit Melissa R. Michelson: Mobilizing inclusion. Transforming the electorate through get-out-the-vote campaigns. Yale University Press, New Haven 2012, ISBN 978-0-30016-678-1.
- Fluid borders. Latino power, identity, and politics in Los Angeles. University of California Press, Berkeley 2005, ISBN 0520243684.